# بخش چیتورگره
بخش چیتورگره (به انگلیسی: Chittorgarh district) یک منطقهٔ مسکونی در هند است که در Udaipur division واقع شده‌است. بخش چیتورگره ۷٬۸۲۲ کیلومتر مربع مساحت و ۱٬۵۴۴٬۳۳۸ نفر جمعیت دارد.